# Црква Свете Тројице у Трбосиљу
Црква Свете Тројице у Трбосиљу, насељеном месту на територији града Лознице подигнута је на земљишту Симић Мирка, који је и почео да подиже храм 1997. године. Припада Епархији шабачкој Српске православне цркве.
После подизања ктитор је умро, тако да црква није у потпуности завршена, иако се у њој обављају богослужења. У плану је да се радови заврше и освешта 2017. године, на двадесету годишњицу почетка градње.